# Mitsuo Ikeda
Mitsuo Ikeda (池田 三男, Ikeda Mitsuo), né le 14 mars 1935 à Mashike et mort le 12 septembre 2002 à Tokyo, est un lutteur japonais spécialiste de la lutte libre.

## Carrière
Mitsuo Ikeda participe aux Jeux olympiques d'été de 1956 à Melbourne et remporte la médaille d'or dans la catégorie de poids mi-moyens.